# كراوتروك
كراوتروك (بالألمانية: Krautrock) (ويسمى أيضا kosmische Musik، بالألمانية: موسيقى كونية) هو نوع موسيقي واسع من الروك التجريبي ظهر في ألمانيا الغربية في أواخر ستينات وأوائل سبعينات القرن العشرين بين فنانين مزجوا بين مكونات من الروك السايكدلي، الموسيقى الإلكترونية وعدة تأثيرات طليعية. ابتعد هؤلاء الفنانون بشكل كبير عن تاثيرات موسيقى البلوز وبنية أغاني الروك الأنغلو-أمريكي التقليدي، وبدل ذلك استخدموا إيقاعات منومة وتقنيات تعتمد على موسيقى مسجلة وأجهزة سنثسيزر قديمة. من الفرق البارزة المرتبطة بموسيقى الكراوتروك: كرافت فيرك، اش را تيمبل، تانجرين دريم، وهارمونيا.